# LPAR4
LPAR4, receptor lizofosfatidne kiseline 4 ili , je protein koji je kod čoveka kodiran LPAR4 genom.  je G protein-spregnuti receptor koji vezuje lipidni signalni molekul lizofosfatidnu kiselinu (LPA).

## Literatura
1. ↑  „Entrez Gene: GPR23 G protein-coupled receptor 23”.
2. ↑  Janssens R, Boeynaems JM, Godart M, Communi D (1997). „Cloning of a human heptahelical receptor closely related to the P2Y5 receptor”. Biochem. Biophys. Res. Commun. 236 (1): 106—12. PMID 9223435. doi:10.1006/bbrc.1997.6895.
3. ↑  O'Dowd BF, Nguyen T, Jung BP, Marchese A, Cheng R, Heng HH, Kolakowski LF, Lynch KR, George SR (1997). „Cloning and chromosomal mapping of four putative novel human G-protein-coupled receptor genes”. Gene. 187 (1): 75—81. PMID 9073069. doi:10.1016/S0378-1119(96)00722-6.
4. ↑  Choi JW, Herr DR, Noguchi K, Yung YC, Lee CW, Mutoh T, Lin ME, Teo ST, Park KE, Mosley AN, Chun J (2010). „LPA Receptors: Subtypes and Biological Actions”. Annual Review of Pharmacology and Toxicology. 50 (1): 157—186. PMID 20055701. doi:10.1146/annurev.pharmtox.010909.105753.

## Dodatna literatura
- Adrian K, Bernhard MK, Breitinger HG, Ogilvie A (2000). „Expression of purinergic receptors (ionotropic P2X1-7 and metabotropic P2Y1-11) during myeloid differentiation of HL60 cells.”. Biochim. Biophys. Acta. 1492 (1): 127—38. PMID 11004484.
- Strausberg RL; Feingold EA; Grouse LH;  . (2003). „Generation and initial analysis of more than 15,000 full-length human and mouse cDNA sequences.”. Proc. Natl. Acad. Sci. U.S.A. 99 (26): 16899—903. PMC 139241 . PMID 12477932. doi:10.1073/pnas.242603899.
- Noguchi K, Ishii S, Shimizu T (2003). „Identification of p2y9/GPR23 as a novel G protein-coupled receptor for lysophosphatidic acid, structurally distant from the Edg family.”. J. Biol. Chem. 278 (28): 25600—6. PMID 12724320. doi:10.1074/jbc.M302648200.
- Gerhard DS; Wagner L; Feingold EA;  . (2004). „The status, quality, and expansion of the NIH full-length cDNA project: the Mammalian Gene Collection (MGC).”. Genome Res. 14 (10B): 2121—7. PMC 528928 . PMID 15489334. doi:10.1101/gr.2596504.
- Ross MT; Grafham DV; Coffey AJ;  . (2005). „The DNA sequence of the human X chromosome.”. Nature. 434 (7031): 325—37. PMC 2665286 . PMID 15772651. doi:10.1038/nature03440.
- Liu T; Qian WJ; Gritsenko MA;  . (2006). „Human plasma N-glycoproteome analysis by immunoaffinity subtraction, hydrazide chemistry, and mass spectrometry.”. J. Proteome Res. 4 (6): 2070—80. PMC 1850943 . PMID 16335952. doi:10.1021/pr0502065.